# Sportabzeichen für Anfänger
Sportabzeichen für Anfänger ist ein deutscher Fernsehfilm von Thomas Roth aus dem Jahr 2021, der im Auftrag der ARD-Degeto von der ITV Studios Germany für Das Erste produziert wurde. Die Filmkomödie mit Andrea Sawatzki und Christian Berkel in den Hauptrollen wurde am 8. Januar 2021 im Rahmen der Reihe Endlich Freitag im Ersten erstmals im TV ausgestrahlt.

## Handlung
Stefanie Eckhoff und Bertram Dinkler kennen sich aus dem Elternbeirat der Schule ihrer Kinder. Einerseits gibt es zwischen ihnen große Unterschiede. Stefanie besitzt eine kleine Gärtnerei mit einer Angestellten, Bertram ist Besitzer einer Keksfabrik mit knapp fünfzig Angestellten, mag aber keine Kekse. Anderseits haben sie einiges gemeinsam. Beide sind alleinerziehend, sie ist geschieden, er ist seit drei Jahren verwitwet. Beide haben Probleme mit ihren Kindern, die gerade in der Pubertät sind und ihre ganz besonderen Sorgen haben. Stefanies Tochter Lena möchte nicht an den Bundesjugendspielen teilnehmen, Bertrams Kinder möchten später nicht die Keksfabrik übernehmen und versuchen alles, um sich vor ihrem Vater als ungeeignet darzustellen.
Beim Elternrat kommt es zwischen Stefanie und Bertram zum Disput über den Sinn der Bundesjugendspiele und der dazugehörigen Wettkämpfe. Von den anderen Eltern kommt dann der Vorschlag, als gutes Vorbild doch selbst das Sportabzeichen zu machen. Beide haben eigentlich keine Lust, aber es möchte sich auch niemand die Blöße geben, so gehen sie darauf ein. Sie wollen aus der Sache dann eigentlich wieder aussteigen, stecken auf einmal aber in einer ausweglosen Situation. Andere Eltern bilden bereits einen Fanclub und Bertrams Marketingchefin Franziska möchte die Aktion nutzen, um die Keksfabrik zum hundertjährigen Jubiläum besonders zu bewerben.
Beide bereiten sich jetzt intensiv auf die anstehenden Wettkämpfe vor, kaufen sich neue Sportkleidung und beginnen mit Unterstützung ihrer Freunde mit speziellen Trainings. Immer wieder kommt es zu Sticheleien zwischen den beiden. Bertram hadert dazu ein wenig mit den Normen für Männer, auch Stefanie zeigt sich von manchen Disziplinen nicht sonderlich angetan. Ihr Exmann Thomas zieht aufgrund seiner Beziehungsprobleme wieder kurzfristig bei ihr ein, zur Freude von Lena, der ihre Mutter gerade nur noch peinlich ist. Bertrams Kinder sagen ihm, dass sie die Kekse in der aktuellen Form nicht mögen. Die seien nichts für Sportler, die low carb und high protein bräuchten, glutenfreie Produkte werden nicht angeboten. Als eines Tages beide Familien in einem Restaurant sitzen und die Kinder aus Frust oder wegen eines Kinobesuchs die Eltern verlassen, können Stefanie und Bertram einmal in Ruhe miteinander sprechen. Bertram zeigt ihr im Anschluss noch die Keksfabrik, wo sie gemeinsam Kekse backen. Sie beschließen, eine Woche nicht zu trainieren. Aufgrund eines Missverständnisses denkt Stefanie, Bertram würde wieder weitertrainieren, woraufhin auch sie wieder etwas trainiert. Dies bekommt Bertram von Franziska gesteckt, sodass beide verärgert sind und sie wieder der Ehrgeiz packt. Am Tag des Wettkampfs versuchen beide mittels unerlaubter Mittel Vorteile zu ergattern. Stefanie mischt Bertram Abführmittel in sein Getränk und nimmt Gel-Chips in den Mund, um ihn abzulenken. Er schneidet einen ihrer Schnürsenkel durch und tut Juckpulver in ihre Kleidung. Beide schaffen es dennoch, das Sportabzeichen zu erwerben.
Bertram verkauft die Firma, spricht sich mit seinen Kindern aus und geht seiner nie ausgelebten Leidenschaft nach – dem Bildhauen. Thomas zieht wieder aus, Stefanie nimmt sich mehr Zeit für sich und probiert sich im Backen. Bertram besucht sie und schenkt ihr sein erstes Kunstwerk, sie wiederum überrascht ihn mit Sportlerkeksen, welche ihm sogar schmecken. Stefanie schlägt vor, ihm das Haus zu zeigen, was er dankend annimmt.

## Produktion
Die Dreharbeiten zu Sportabzeichen für Anfänger fanden im Zeitraum vom 28. August bis zum 26. September 2019 unter dem gleichnamigen Arbeitstitel in Berlin und Potsdam statt. Für den Ton zeichnete Achim Burkart verantwortlich, für das Szenenbild Marcus A. Berndt, für das Kostümbild Ingalill Knorr und für die Maske Franziska Hüchelheim sowie Antje Zobler. Die Kamera führte Clemens Majunke. Als redaktionell verantwortliche Redakteure zeichneten Stefan Kruppa und Christoph Pellander seitens der ARD Degeto.

## Rezeption

### Kritik
In seiner Filmkritik auf tittelbach.tv vergab Rainer Tittelbach vier von sechs Sternen und meinte, Sportabzeichen für Anfänger sei „zwar purer Zeitvertreib, aber Andrea Sawatzki und Christian Berkel verkörpern die Hauptfiguren mit einer geradezu ansteckenden Freude am komischen Spiel. Deshalb stört es auch nicht weiter, dass die Story wie ein Vorwand wirkt, um dem Ehepaar möglichst viele witzige Szenen […] zu bieten.“ Damit der Film aber „keine reine Berkel/Sawatzki-Show“ wird, hätte Autorin Nina Bohlmann glücklicherweise vorab dafür gesorgt, „dass die Nebenfiguren nicht bloß Wasserträger sind“, so Tittelbach weiter. Auch hätte Regisseur Thomas Roth die „Herausforderung“ gemeistert, durch eine kluge Dosierung der „Slapstick-Elemente“ die Drehbuchumsetzung „nicht wie eine Nummernrevue wirken zu lassen.“
„Wie sich das reale Paar Andrea Sawatzki und Christian Berkel Duelle in Sport und Wort liefert, macht Spaß, auch wenn der Film gegen Ende etwas fahrig wird“, meinten die Kritiker der Fernsehzeitschrift TV Spielfilm über den Film und bewerteten diesen mit dem Daumen nach oben.

### Einschaltquote
Die Erstausstrahlung von Sportabzeichen für Anfänger am 8. Januar 2021 wurde in Deutschland von 6,30 Millionen Zuschauern gesehen und erreichte einen Marktanteil von 18,6 % für Das Erste.